# Vocabulaire de l'escalade et de l'alpinisme
 (février 2016).
Si vous disposez d'ouvrages ou d'articles de référence ou si vous connaissez des sites web de qualité traitant du thème abordé ici, merci de compléter l'article en donnant les références utiles à sa vérifiabilité et en les liant à la section « Notes et références ».
Cette page présente par ordre alphabétique les termes spécifiques à l'escalade et à l'alpinisme, mais aussi quelques termes du canyoning ou de la montagne en général. Ils concernent essentiellement le matériel (en place ou individuel), les manœuvres de corde, la topographie et les actions spécifiques à la progression en milieu montagnard.
- Haut – A
- B
- C
- D
- E
- F
- G
- H
- I
- J
- K
- L
- M
- N
- O
- P
- Q
- R
- S
- T
- U
- V
- W
- X
- Y
- Z

## A
AbalakovAncrage réalisé en perçant une lunule dans la glace puis en y glissant une cordelette ou la corde.
Ablation (zone d')Partie inférieure d'un glacier où la fonte l'emporte sur l'accumulation.
Absorbeur de chocDispositif permettant de diminuer la force de choc subie par le grimpeur (ou un ancrage), en cas de chute. Utilisé notamment sur les longes de via ferrata ou en cascade de glace.
AdhérencePlacement de pied (ou de main) sur la paroi de manière à créer un point d'appui par adhérence (friction), en l'absence de prise crochetante.
AlpenstockLongue canne à embout ferré qui peut être considérée comme l'ancêtre du piolet.
AérienCaractéristique d'un lieu où la sensation de vide est forte.
AmarragePoint permettant au grimpeur d'installer une dégaine ou un relais, ce dernier étant préférablement constitué d'au moins deux ancrages. Un amarrage naturel est un point d'amarrage sans matériel métallique, comme un arbre, un bequet rocheux ou une lunule.
AncrageTout système permettant de relier le grimpeur ou la corde à la paroi.
ApprocheItinéraire pédestre sans difficulté (randonnée) qui précède le début de l'ascension avec les techniques d'alpinisme ou d'escalade.
Après travailEssai ou réalisation d'une voie soit après l'avoir reconnue en la gravissant en tête ou en moulinette, sans autre objectif que la recherche des prises à utiliser ou l'apprentissage des mouvements nécessaires, soit après d'autres tentatives infructueuses (y compris un essai… « à vue »).
ArêteLigne déterminée par la rencontre de deux parois. La plupart des grands sommets furent conquis par les arêtes.
ArquéeType de prise qui ne peut être tenue qu'en exerçant une pression sur la prise avec les doigts maintenus pliés et le plus souvent en refermant le pouce sur l'index pour « verrouiller » les doigts.
Artif' (contraction de artificielle)Opposée à l'escalade libre. Escalade où des points d'ancrage sont utilisés pour la progression, en s'y tractant ou en y accrochant des sangles ou des étriers.
AssurerGarantir la protection du grimpeur en cas de chute grâce à des points d'ancrage et à la tension régulière de la corde utilisée par le grimpeur.
AttaqueDépart d'une voie, généralement à la base d'une paroi.
À vueEssai ou réalisation d'une voie sans l'avoir jamais reconnue auparavant, ni sans avoir jamais vu un autre grimpeur tenter de la gravir. Du parfait respect de cette dernière règle dépend la qualité d'une réalisation à vue. Certaines voies se prêtent plus à être réalisées à vue que d'autres, par la nature du rocher ou la présence éventuelle de traces de magnésie laissées par les grimpeurs les ayant gravies auparavant.

## B
BartasserSortir des sentiers battus, se balader en dehors des itinéraires classiques afin de dénicher un nouveau secteur, un nouveau bloc, une nouvelle ligne à nettoyer, déchiffrer, essayer, ouvrir et diffuser. La « bartasse » est une pratique généralement réservée aux locaux qui arpentent assidument la forêt en quête du passage jamais découvert et encore moins réalisé. Quelques pratiquants œuvrant actuellement à Fontainebleau : Charles Albert, Manuel Marquès, David Evrard, Olivier Lebreton, Cyril Bottollier, Sébastien Frigault, Thomas Collignon, Maxime Baroud, etc.
BaudrierIntermédiaire entre le grimpeur et la corde, c'est un ensemble de sangles enserrant la taille et les cuisses afin d'amortir et répartir les effets d'une chute.
BacGrosse prise confortable pour les mains sur laquelle on tient aisément. (Un bac pour les pieds s'appelle une marche.)
Bidoigt (ou « bi »)Prise qui ne peut être tenue qu'en utilisant deux doigts.
BlocPetit rocher, généralement de 3 à 5 mètres de haut, sur lequel on a ouvert des voies d'escalade, non équipées d'ancrages, que l'on parcourt sans être assuré. Pour un bloc, au lieu de voie, on parle parfois de pas (passage) ou de problème (dérivé de l'appellation anglaise). Un matelas (crash-pad) peut être posé en dessous de la voie pour amortir les chutes. La réalisation d'un pas de bloc nécessite précision gestuelle et force.
Big wallGrande paroi rocheuse qui se caractérise par son ampleur, la compacité du rocher et dont l'ascension nécessite plusieurs jours d'escalade.
BlocageMaintien du placement de corps avec un (ou deux) bras replié, par un effort musculaire isométrique. Typiquement, le blocage sur un seul bras permet de libérer l'autre main pour atteindre une nouvelle prise. Se distingue de la suspension, où les bras tendus.
Bouteilles (« avoir les bouteilles »)Se dit des avant-bras d'un grimpeur lorsqu'ils sont en acidose et qu'ils deviennent de ce fait durs et douloureux.
Broche
- Broche scellée : Anneau métallique fixé dans la paroi afin d’y accrocher une dégaine. Elle est constituée d’une unique pièce en forme d’anneau prolongé d’une tige. Cette dernière est scellée à l’aide d’une colle chimique. (Cf. « spit ».)
- Broche à glace : Grosse vis enfoncée à la main dans la glace pour servir d'ancrage en alpinisme.

But (« prendre un but »)Devoir redescendre d'une voie sans avoir pu atteindre son sommet (vient de « buter contre un obstacle »).
BastionDans une paroi, promontoire rocheux difficile à passer.

## C
Caillou !Cri lancé en paroi en cas de chute de pierres.
CakeAutre terme pour désigner la magnésie.
Camp de baseCamp fixe installé par une expédition au pied de la montagne qu'elle cherche à gravir.
Carre externeSe dit d'une position de pied consistant à poser le pied sur la prise en utilisant le bord extérieur du chausson et en tournant la cheville pour que le pied soit parallèle au rocher.
Carre internePosition de pied opposée à la précédente.
ChaîneAutre terme pour désigner un relais relié par une chaîne.
ChampignonTranchée circulaire creusée dans la neige pour servir d'ancrage à un rappel.
ChaussonsNom donné aux chaussures d’escalade, plus souples que les chaussures d'alpinisme. Dotés d’une semelle en gomme pour en augmenter l’adhérence, ils doivent bien tenir le pied afin d’en augmenter la précision.
CheminéeFissure large dans laquelle le grimpeur évolue grâce à des techniques d'opposition.
ChevillePièce métallique à pas de vis femelle destinée à recevoir une plaquette. Les chevilles autoforeuses peuvent être placées manuellement.
ClipperMousquetonner (le terme se dit plutôt lorsqu'il s'agit de mousquetonner le relais d'une voie).
CoinceurPièce (généralement) métallique utilisée en montagne et en terrain d’aventure, se coinçant dans les fissures du rocher et permettant de créer des points d’assurage mobiles et récupérables.
CollerCaractérise de bonnes conditions d'adhérence du rocher (qui dépendent des conditions météo: temps frais et sec, voire avec du vent).
Colonnette (ou « colo »)Structure de rocher née du même phénomène que celui donnant naissance aux stalactites, ayant l'aspect d'un tronc d'arbre pétrifié de petit diamètre accolé à la falaise. Schématiquement, se gravit par pincements en déplaçant les mains verticalement, l'une au-dessus de l'autre.
ColophaneRésine de pin séchée qui améliore l'adhérence, voir « pof ».
ConditionsÉtat d'une voie ou d'un parcours selon les variations météorologiques. Un itinéraire d'alpinisme est en « (bonnes) conditions », quand la météo (beau temps) et l'état du parcours (glace, neige, rocher sec) permettent une ascension relativement facile ou sûre. En escalade, les conditions d'une voie ou d'un bloc dépendent de la sécheresse du rocher, ainsi que de la température et de l'humidité atmosphériques qui conditionnent l'adhérence des doigts et le plaisir de l'escalade.
Continuité (ou « conti »)Capacité physique, ou type d'effort, s'apparentant à de l'endurance. Une voie dite « de continuité » ou « voie continue » est une voie très longue (plus de 20 ou 30 m) nécessitant pour être gravie un effort constant dont la durée peut dépasser la vingtaine de minutes.
Contre-pointeCrochetage d'une prise avec le dessus de la pointe de chausson (spatule).
CordeCordes de verticalité fabriquées spécialement pour la pratique de l'escalade ou de l'alpinisme. Il peut s'agir de cordes dynamiques (corde à simple, corde à double, corde jumelée, iceline...) ou de cordes semi-statiques, dites statiques. La corde se distingue des cordelettes d'usage auxiliaire, inférieures à 8 mm.
CordéeGroupe de deux ou trois grimpeurs reliés par une même corde à un ou deux brins lors d'une progression sur corde.
Corde tendueTechnique qui permet aux deux membres de la cordée de progresser simultanément, la corde étant tendue entre eux et passée en principe dans un ou plusieurs points d'ancrage, ou de part et d'autre de becquets dans le cas d'une progression sur une arête. Cette technique permet de gagner du temps tout en gardant une certaine sécurité dans les sections plus faciles d'une voie, par rapport à la progression par longueurs de cordes avec relais, dans laquelle les grimpeurs progressent et s'assurent alternativement.
Corps mortObjet enseveli sous la neige pour servir d'ancrage.
CotationIndication de la difficulté d'une voie ou d'un bloc.
CouenneVoie d'une seule longueur, généralement équipée pour l'escalade sportive (spits rapprochés, relais sur deux points reliés par une chaîne et un maillon rapide) et de difficulté supérieure à celle de la grande voie.
CouloirNom donné à un itinéraire, en général de neige, et dessinant une ligne d’ascension relativement évidente vers le sommet ou le col.
CramponnageTechnique de progression sur neige ou sur glace à l'aide de crampons.
Crash padMatelas de réception utilisé dans la pratique du bloc.
CrawlMouvement consistant à atteindre avec une main une prise située à l'opposé de l'autre main en plaçant le corps, par un positionnement adapté des pieds, plus ou moins horizontal. Un « crawl » est souvent générateur d'un mouvement de balancier difficile à contrôler ("porte de grange"). (Mouvement nécessaire pour réaliser le passage-clé de la voie Rêve de Papillon à Buoux).
CrochetageAvec la spatule du chausson (contre-pointe) ou avec le talon (crochet talon). Dans ce type de mouvement, la pointe ou le talon vont faciliter le rapprochement du corps du grimpeur du mur. La technique « pointe-contre-pointe » est réalisée par une compression de la prise, prise en étau avec les extrémités du chausson.
Croix (faire une croix)Réussir l'enchaînement d'une voie (ou la « réaliser »). L'expression vient de l'habitude qu'ont certains grimpeurs de cocher dans les topos où elles sont décrites les voies qu'ils ont réalisées.
Croix de ferPosition de suspension sur les bras très écartés (d'après le nom de la figure imposée aux anneaux en gymnastique).
CrouteSe dit d'une prise assez mauvaise, souvent petite et fuyante.
Cruxvoir Passage-clé.

## D
DalleType de mur n'allant pas au-delà de la verticale, très lisse et peu fourni en prises.
DégaineSangle équipée de deux mousquetons à ses extrémités.
DélayerFaire baisser le niveau d'acide lactique contenu dans les bras en les secouant alternativement tout en se tenant aux prises. Délayer est souvent nécessaire avant d'aborder une section plus difficile d'une voie.
DervicheMouvement consistant à atteindre une prise de main en croisant une main sous l'autre bras et en passant la tête sous ce même bras. (Mouvement nécessaire pour réaliser le passage-clé de la voie La Rose et le Vampire à Buoux)
Départ assisVoie de bloc exigeant une position de départ avec les fesses en contact avec le sol.
DéversMur dont l'inclinaison est au-delà de la verticale.
DévisserLâcher prise et tomber.
DescendeurObjet généralement en métal, permettant de descendre le long d’une corde à double ou à simple grâce à l'effet de freinage modulable qu'il permet d'obtenir sur le défilement de la corde. Il existe de nombreuses sortes de descendeur ; certains d'entre eux peuvent être utilisés pour assurer un grimpeur.
DièdreFalaise ou mur où deux pans verticaux se rejoignent à la façon d'un livre ouvert.
DirecteVoie d'ascension la plus directe vers le sommet, sans atteindre la perfection de la directissime.
DirectissimeVoie d'ascension la plus directe vers un sommet, telle un fil à plomb.
Dynamique (assurage)Par opposition à l'assurage statique ou « sec ». Lorsque le grimpeur chute, celui qui l'assure amortit et freine la chute, afin que la secousse ne soit pas trop brutale avant le blocage. Lorsque quelqu'un n'assure pas dynamique, on dit, de manière critique, qu'il « sèche ».
Dynamique (mouvement)Le mouvement dynamique se distingue du mouvement statique, où trois points d'appui sont conservés. Mouvement nécessitant de l'engagement à travers une prise d'élan dynamique (pour atteindre une prise éloignée, réaliser un jeté…). Certains mouvements dynamiques nécessitent de « bloquer » le balancement acquis pour éviter de lâcher prise, ce qui accentue l'effort physique.
DynamiserDynamiser un mouvement d'escalade en prenant un élan ou en exploitant un balancement du corps pour atteindre une prise.

## E
E.BAbréviation (pour Edmond Bourdonneau) désignant des chaussons d'escalade (blanc/bleu) dits « Super Gratton » qui ont marqué les années 1970 en succédant au modèle Pierre Allain (voir P.A).
Enchaîner une voieEnchaîner tous les mouvements d'une voie dans leur intégralité, sans tomber et sans se reposer sur la corde. Enchaîner est le critère pris en compte par les règles de l'escalade pour définir la réussite (ou réalisation) d'une voie. Une voie peut être enchaînée « à vue», « flash » ou « après travail ».
Engagé (engagement)Susceptible de provoquer de la peur, ou bien lié à une notion de sécurité. En escalade sportive, l'engagement est souvent lié à la hauteur de chute (distance entre les points). En alpinisme, l'engagement d'une course est lié à des questions de sécurité : éloignement, possibilité de retraite compromise, intervention difficile des secours.
Équiper une voiePlacer dans la voie les protections nécessaires pour assurer la sécurité du grimpeur lors de sa progression. L'équipement mis en place peut être temporaire (en haute montagne) ou permanent (broches sur une falaise).
EssaiTentative de réalisation d'une voie qui peut donc se conclure soit par une réussite (voie enchaînée ou réalisée) soit par un échec. Un essai peut se faire « à vue », « flash » ou « après travail ».
ExposéCaractérise un passage ou un itinéraire où une chute est impossible à enrayer, lourde de conséquences (blessure ou mort probable).

## F
Facteur de chuteDans la chute d'un corps retenu par une corde, on appelle facteur de chute le rapport entre la hauteur de chute libre et la longueur de corde mobilisée pour arrêter la chute. Le facteur de chute permet d'estimer approximativement la force de choc subie par le grimpeur.
FalaiseParoi de rocher (par opposition aux structures artificielles) où se pratique l'escalade encordée ou non, sans chercher à atteindre un sommet (par opposition à l'alpinisme) ; terrain propice à l'escalade sur couenne, l'école d'escalade et les grandes voies.
FicelouCordelette utilisée soit pour faire un nœud de Prusik, soit pour confectionner un rappel.
FifiCrochet utilisé en escalade artificielle facilitant la manipulation des étriers.
FissureParticularité du rocher qui permet d'effectuer des coincements de doigts/mains/poings/poignets/coudes/pieds/genoux ; la plupart des voies en fissure s'effectuent sur coinceurs.
FlashEssai ou réalisation d'une voie sans l'avoir jamais reconnue auparavant, mais en ayant vu auparavant d'autres grimpeurs tenter de la gravir ou en ayant reçu des indications avant ou pendant l'essai.
Force de chocDécélération que subit un grimpeur (ou un cordiste) à la fin d'une chute lorsque la corde se tend.
FrigoÉnorme bloc de rocher menaçant qui vole lors d'une chute de pierres.

## G
GazSensation de « vide » omniprésente. Une voie très aérienne est dite gazeuse.
GendarmeMonolithe de rocher qui se trouve sur une crête et semble barrer la progression.
GenouillèreÉquipement de protection du genou et de la cuisse, facilitant les coincements de genoux.
Glace noireGlace dense et transparente, très dure, dans laquelle la lame d'un piolet ne s'enfonce que superficiellement.
GoujonSystème métallique à filetage mâle destiné à recevoir une plaquette
GouilleMare, trou avec un peu d'eau. Terme suisse romand.
GouletCouloir, passage étroit sur une paroi. Les goulets en neige ou en glace sont des itinéraires de prédilection pour l'alpinisme en mixte ou en glace.
Grande voieVoie d'escalade constituée de plusieurs longueurs, avec arrêt à au moins un relais, contrairement à la couenne.
GrigriSystème d'assurage avec freinage assisté (et non systématiquement auto-bloquant) qui, en cas de chute du grimpeur, aide à bloquer la corde.
GrifferEn dévers, tirer une prise de pied afin d'approcher le corps de la paroi. Par extension, la griffe (le griffé) est la courbure de la pointe (crochetante) de certains chaussons facilitant cette technique.
Gratton (ou grat')Petite prise que l'on ne peut pas crocheter, par sa déclivité. Il est tenu par l'adhérence du pied ou de la main.

## H
HarnaisSynonyme de baudrier. Équipement de sécurité constitué de sangles enserrant la taille, les cuisses et le torse et permettant de fixer une corde. A remplacé définitivement l'encordement à la taille, grâce à sa capacité à répartir sur le corps les chocs dus à une chute.
Huit (descendeur en forme de « 8 »)Descendeur comprenant un gros trou pour la corde et un petit pour le mousqueton. De nombreuses variantes existent, s'écartant plus ou moins de la forme simple à deux trous ronds (trou carré, ergots sur les bords, trous sur deux plans orthogonaux, etc.).
Huit (nœud en huit)Nœud d'arrêt de la corde en forme de huit et utilisé pour différents usages, dont l'encordement du grimpeur.

## I
Inversée (ou « inverse » ou « inver »)Prise qui se prend par le bas, la paume tournée vers le haut.

## J
JaunirLibérer un passage d'une voie d'escalade artificielle, c'est-à-dire le gravir sans s'aider du ou des points d'ancrage rencontrés dans ce passage. L'expression vient de l'habitude qu'avait prise le grimpeur belge Claudio Barbier, l'un des précurseurs de l'escalade libre dans les années 1970, de peindre en jaune les points d'ancrage équipant les voies (alors gravies en escalade artificielle) dont il ne s'était pas servi pour progresser lors de ces ascensions.
JetéMouvement qui consiste à aller chercher une prise éloignée en tirant avec les bras et en poussant avec les pieds de façon à décoller de la paroi, au moins les pieds (une main pouvant rester sur la prise d'origine), et à monter pour aller chercher la prise éloignée voulue. En général la prise n'est pas accessible sans décoller de la paroi. S'appelle aussi un jump. C'est un mouvement dynamique.

## K
Kit-bouleEn canyonisme, petit sac dans lequel la corde est enkitée, c’est-à-dire rangée de façon qu'elle puisse être sortie à la mesure du besoin et sans se bloquer.
Knee bar (ou Kneebar)Position qui consiste à se coincer le genou ou la cuisse contre une protubérance du mur, habituellement en poussant avec le pied contre une autre prise. Cette position peut s'avérer très stable et est une des seules façons de faire un repos total (sans les mains) dans un dévers. Cela peut aussi constituer une prise supplémentaire.

## L
Lancer de cordeManœuvre de corde qui consiste à projeter une corde formant boucle sur un becquet ou un bloc rocheux
LectureCapacité à comprendre l'itinéraire, les mouvements et les placements nécessaires, par l'observation de la voie.
Libérer une voieÊtre le premier ou la première à enchaîner en escalade libre une voie d'escalade artificielle, ou ayant des points d'aide.
LolotteMouvement utilisé lorsque les prises de pied sont hautes et situées de part et d'autre du corps, et consistant à faire pivoter une jambe de façon que le genou pointe vers le bas et que le bassin de trouve de profil. Le nom de ce mouvement fait référence à Laurent Jacob, ouvreur de nombreuses voies de haut niveau dans les années 1980.
Lunule
1. Anneau naturel formé par la roche. Peut servir de prise ou de point d'ancrage. Dans ce dernier cas, on y fixe une sangle ou une cordelette.
2. Anneau non naturel réalisé dans la glace pour servir de point d'ancrage ou d'amarrage.

## M
MachardNœud autobloquant utilisé pour l'assurage (rappel), la remontée sur corde ou la réalisation de mouflages.
Magnésie (ou « magne »)Poudre blanche dont on enduit les doigts afin d’améliorer l’adhérence des mains au rocher par absorption de la sueur. Elle est constituée de carbonate de magnésium MgCO3. L'usage recommandé de la magnésie sous forme liquide (typiquement additionnée à 75 % d'alcool, qui s'évapore rapidement) permet de diminuer la poussière en suspension dans les salles. Fréquemment et fautivement désignée par le terme « pof ». Au contraire de la colophane (ou « pof »), la magnésie marque durablement le rocher et aurait un effet délétère sur la végétation épilithe.
Maillon rapide, ou maillonpièce métallique ovale munie d'une ouverture à vis, utilisée pour certaines manips.
Mal des rimayesTrouble psychique passager qui se manifeste par une peur irrationnelle soudaine qui contraint l'alpiniste à abandonner un projet d'ascension quand le retour au refuge ou dans la vallée reste possible ; peur de l'accident, sentiment d'incompétence ou de vulnérabilité face à l'hostilité du milieu, etc., indépendamment des capacités techniques et physiques réelles et avérées du sujet. Dans la littérature alpine, certains auteurs ont comparé ce mal-être au sentiment « d'aller à l'abattoir ».
Manip'Manipulation de la corde.
MentalCompétences psychologiques du grimpeur, complétant le physique et la technique. Le mental concerne notamment la gestion de la peur, la motivation, la concentration, la résistance à la douleur.
MutantGrimpeur dont les performances laissent admiratif, se jouant avec brio des difficultés du rocher, comme si par mutation génétique il était passé du statut de bipède marchant au sol à celui d'être ayant apprivoisé la verticalité et capable de s'y mouvoir sans difficulté. Par extension, passage d'escalade très difficile.
Mono ou monodoigtPrise où l’on ne peut introduire qu’un seul doigt. Voir aussi les bi, tri…
Monter en moulinetteSystème d'assurage où la corde est passée préalablement dans un ancrage en haut de la voie
Monter en secondGravir une voie, assuré par une corde venant du dessus (assurage par le premier de cordée ou en moulinette).
Monter en têteGravir une voie, assuré  par une corde venant du dessous.
MouLorsque celui qui monte en tête réclame du mou, cela signifie soit qu'il veut mousquetonner et a de ce fait besoin de plus de longueur de corde, soit qu'il est gêné dans sa progression par la tension de la corde. L'assureur doit toujours être attentif et prévenir le besoin de mou de son leader afin de ne pas lui faire perdre de temps et d'énergie, ni de le tirer en arrière. Opposé à sec.
MouflageDispositif permettant de démultiplier la force de levage de la corde en constituant un palan. Utilisé notamment pour sortir un alpiniste tombé dans une crevasse.
MousquetonAnneau métallique possédant un système d'ouverture facile avec fermeture automatique par ressort. Certains modèles sont équipés d'une virole afin de bloquer le système d'ouverture (mousqueton à vis).

## N
Névé
1. Partie amont d'un glacier où la neige se transforme en glace par tassement.
2. Plaque de neige isolée, de plusieurs mètres et persistant en été. Terme d'origine valaisanne.

Nœud
1. (de) huit : Utilisé pour relier la corde au baudrier.
2. (de) chaise : Idem, mais il est interdit de l'utiliser en compétitions officielles.
3. demi-cabestan : Utilisé pour assurer quelqu'un (en cas de perte du système d'assurage par exemple).
4. prussik : Réalisé à l'aide d'une cordelette pour confectionner une auto-assurance sur la corde de rappel.
5. tête d'alouette.

No foot(« Sans pieds ») Se dit lorsqu'une personne ne fait pas usage de ses pieds en grimpant. Elle a les pieds dans le vide et est seulement suspendue par les bras. Ce type de situation se retrouve principalement lorsque le grimpeur est dans un dévers ou un toit, et est dû à l'inclinaison de la paroi (bien que le grimpeur puisse choisir de « recoller » ou non).

## P
P.ATerme utilisé pour désigner des chaussons de grimpe (rouge/noir). Il s'agit des initiales de Pierre Allain (alpiniste des années 1930 qui s'entraînait sur les blocs de la forêt de Fontainebleau) à qui l'on doit leur invention.
PaireVoir dégaine. Exemple d'usage : « poser les paires ».
PanUn pan d'escalade est un bloc en intérieur. Le terme vient des premiers « mini murs » d'escalade que se fabriquent à domicile dans les années 1990 (dans la cave, le garage, au-dessus du lit) des grimpeurs pour s'entraîner « dans le geste » (c'est-à-dire en grimpant) en réalisant des passages d'escalade de bloc ou des traversées, tout en s'affranchissant des contraintes des murs d'escalade traditionnels (nécessité de s'encorder).
Pan GüllichInstrument d'entraînement inventé par le grimpeur du même nom. D'après la légende, il le créa pour se préparer à la réalisation d’Action Directe, la première voie de niveau 9a.
PanierVoir Tube.
ParoiVersant généralement raide d'une montagne, de dimensions importantes et présentant une certaine homogénéité de structure. Les parois peuvent être glaciaires, rocheuses ou mixtes.
ParpinerSe dit, en alpinisme et en canyonisme, d'une paroi de roche friable d'où s'échappent facilement des pierres. Exemple : « ne pas descendre par là, ça parpine dur ».
Parti !Message adressé au leader d'une cordée par son second pour lui indiquer qu'il quitte le relais et grimpe le rejoindre. Il a préalablement défait son auto-assurance.
Pas de blocCourt passage plus complexe ou physique par rapport au reste de la voie.
Passage-clé (ou crux)Séquence de mouvements la plus difficile ou la plus aléatoire d'une voie.
PatinéRocher usé par le passage répété des grimpeurs, devenu lisse et glissant.
Pierre !Cri lancé en paroi en cas de chute de pierre (ou autre objet). Terme abandonné au profit de « caillou ! » qui ne laisse place à aucune ambiguïté.
PilierStructure rocheuse faisant saillie dans le versant d'une montagne. Un pilier est généralement de pente très raide et délimité par des dièdres ou des couloirs bien marqués.
Plaquette(Sens 1) Pièce métallique coudée, fixée sur un goujon ou un piton à expansion et donc ancrée sur le rocher, pouvant recevoir une dégaine ou, doublée avec un autre amarrage, une chaîne pour faire un relais. (Sens 2) Dispositif d'assurage consistant en une plaque métallique munie de fentes et d'œillets, précurseur du tube, parfois encore rencontré en alpinisme.
PitonLame métallique enfoncée dans une fissure ou une faiblesse du rocher avec un marteau, et utilisé comme ancrage. Accessoire délaissé au profit des coinceurs et spits.
PivotRotation du pied sur une prise tenue en pointe, pour changer le placement.
PlacementLe placement est la manière de positionner et orienter son corps (bassin), ses pieds (carre, drapeau...), ses genoux (lolotte), ses mains, ses bras (blocage ou suspension) en fonction des prises disponibles. Un bon placement permet notamment de soulager les muscles des bras (limiter l'acidose), valoriser les prises (verticales, plats...), maintenir l'équilibre, atteindre en statique des prises éloignées.
PlatType de prise qui ne peut être tenue qu'en exerçant une pression sur la prise avec la plus grande surface possible des doigts, lesquels doivent alors « épouser » la forme de la prise. Un plat est d'autant plus difficile à tenir que les conditions d'adhérence sont mauvaises (temps chaud et humide).
PofRésine de pin séchée (colophane) et réduite en poudre, enfermée dans un petit sac de toile poreuse. Le grimpeur en enduit ses doigts et les prises par tapotement (lequel a donné l'onomatopée pof) pour en améliorer l'adhérence. Contrairement à la magnésie, la colophane n'absorbe pas la transpiration et marque peu le rocher,. Aujourd'hui, la plupart des grimpeurs désignent par abus de langage la magnésie par le terme « pof ».
PointePlacement de pied sur la prise, en contact avec la pointe du chausson.
Pointe-contre-pointeCrochetage d'une prise avec les pieds, prise en étau par les extrémités des chaussons avec une pointe et une contre-pointe.
Porte de grangeMouvement de balancier subi par le corps, difficile à contrôler.
PortaledgePlateforme artificielle démontable (armature métallique et tissu) utilisée pour bivouaquer dans une paroi compacte dépourvue de zones de repos.
Position de moindre effort (PME)Placement efficace limitant la fatigue des bras.
PoutreSorte de grosse prise en résine de forme oblongue dans laquelle se trouvent des prises allant des gratons aux bacs, pour entraîner les doigts et les bras. Sert à l'entraînement chez soi.
PremièreRéalisation originale en matière d'escalade ou d'alpinisme. Ce terme s'emploie pour une première ascension d'un sommet aussi bien que pour un nouvel itinéraire, une première hivernale, une première ascension solitaire, une première féminine, une première ascension sans guide, etc.
Prussik ou prusikAnneau de cordelette utilisé pour l’assurage autonome en rappel. La cordelette est enroulée sur la corde de rappel par un nœud prussik et reliée au baudrier, et sert d’autobloquant si le grimpeur lâche son descendeur. Peut être remplacé par un nœud de Machard ou des autobloquants mécaniques. Les élagueurs, qui ont adopté ce nœud, l'orthographient souvent prussique et les Canadiens l'appellent parfois prussien.

## R
RamasseMéthode de descente sur neige en glissant sur les semelles des chaussures. Le freinage s'effectue en prenant appui sur les talons et en s'équilibrant à l'aide du piolet.
RamonageTechnique d'escalade propre aux cheminées, qui fait appel à la technique d'opposition.
RandonnerRéaliser une voie sans difficulté apparente, comme si gravir cette voie n'avait nécessité aucune faculté particulière autre que celle de marcher. Par extension, « une voie rando » est une voie facile, car tout un chacun la gravit en « randonnant ».
RappelTechnique de progression sur corde permettant la descente d'une paroi et la récupération de la corde depuis le bas.
RéaliserRéussir l'ascension d'une voie d'escalade que ce soit à vue, en flash, après travail ou en second, mais sans s'être reposé grâce à la corde. Synonyme de enchaîner.
RecakerS'assécher les mains en les plongeant dans le sac à magnésie.
RéchappeManœuvre de descente sécurisée réalisée en cas d’échec en laissant le moins de matériel possible dans la voie.
RéglettePetite prise très mince et allongée sur laquelle on peut poser l'extrémité des doigts, qu'il faut alors arquer (en général) ou prendre en tendu (plus rare).
Répétition, répéterParcourir une voie qui a déjà été réalisée, de la même manière ou avec une variante. Terme qui s'applique généralement aux ascensions qui suivent immédiatement une « première ».
Relais (relai)Plateforme plus ou moins exiguë en pleine falaise ou au sommet d’une voie, équipée ou non de plusieurs ancrages sécurisés par une chaîne, une sangle ou une corde. Les relais sont nécessaires lorsque la grande voie est plus longue que la corde. Arrivé au relais, le premier de cordée assure son second jusqu’à ce que celui-ci le rejoigne, puis l'un des deux poursuit l'ascension vers le relais suivant et ainsi de suite. La progression s’effectue dans la voie de relais en relais. Dans une couenne, le relais marque le haut de la voie.
Repos (se reposer)Pause durant la progression sur une position de moindre effort, pour délayer les bras. Par extension, un repos désigne une prise de main confortable (bac) permettant de se reposer un moment.
RésistanceType d'effort physique de courte durée et d'intensité élevée, caractérisé par la filière énergétique anaérobie et la production d'acide lactique.
RéversibleMéthode d’ascension d’une grande voie dans laquelle les deux grimpeurs d'une cordée passent alternativement en tête avec changement à chaque longueur de corde.
RimayeCrevasse qui sépare le glacier des parois rocheuses (mot d'origine savoyarde).

## S
Sallesalles de structures artificielles permettant l'escalade sportive et/ou l'escalade de bloc.
Sec !Interjection (cri) d'un grimpeur qui demande à son assureur de réduire la longueur de corde de manière que celle-ci soit tendue, afin que la longueur d'une éventuelle chute s'en retrouve diminuée. Opposé à « du mou ! ».
SecteurPartie d’un grand site rassemblant plusieurs voies.
Sens de l'itinéraireCompétence à identifier l'itinéraire le plus facile à gravir (ou protéger) ou à suivre une voie, sans se perdre.
SéracBloc de glace de grande taille formé par la fracturation d'un glacier.
Site (d'escalade)Lieu naturel dans lequel peut se pratiquer l’escalade, souvent pré-équipé d’ancrages (plaquettes, broches voire pitons) et souvent entretenu par les membres de clubs locaux.
SoloSe dit d'une voie réalisée seul. Le solo peut être réalisé au moyen de techniques d'assurage autonome (le grimpeur s'assure lui-même), ou sans aucun assurage (on parle alors de solo intégral).
SpigoloPoint de rencontre entre deux faces très raides et qui constitue une arête quasi verticale.
SpitÀ l’origine Spit était la seule marque à distribuer des chevilles autoforeuses. Le nom a été étendu aux chevilles en général. Les chevilles, comme les goujons, sont des ancrages métalliques enfoncés dans le rocher sur lesquels sont vissées les plaquettes.
Spray wallmur artificiel en dévers presque entièrement recouvert d'une grande variété de prises de tailles et de formes différentes.
Statique (corde —)Ou « corde stat » : corde semi-statique (faible élasticité), utilisée par exemple pour équiper une voie, et qui peut être laissée en place tant que l'ensemble des points d'ancrage ne sont pas posés. Ce type de corde se distingue de la corde dynamique.
Statique (mouvement —)Le mouvement d'une main (ou d'un pied) est déclenché en conservant trois points d'appuis (mains ou pieds). Le mouvement statique se distingue du mouvement dynamique, dans lequel moins de trois points d'appuis sont conservés.
StrapBande textile non-élastique utilisée pour panser les doigts ou les mains, pour la prévention ou le soin de blessures.
Structure artificielle d'escalade (SAE), ou mur d'escalademur bâti offrant des prises et parfois des reliefs à la progression du grimpeur.
SurplombParoi rocheuse s'avançant au-dessus du vide. Un surplomb horizontal bien marqué est un toit.
SuspensionTenue d'une prise de main avec le bras tendu. Se distingue du blocage, où le bras est replié.

## T
Taille de marcheTechnique de progression sur glace qui consiste à tailler à l'aide du piolet des marches et des prises de main. Cette technique s'oppose au cramponnage.
Tendu (en tendu)Façon de tenir une prise consistant à exercer une pression sur celle-ci tout en maintenant les doigts tendus.
Terrain d'aventure (TA)Style d'escalade où le grimpeur pose ses propres protections (bicoin, coinceur mécanique, piton, etc.) et où il n'y a pas ou peu d'ancrages permanents. On les trouve en particulier en haute montagne. S'oppose à escalade sportive.
ToitPassage où la roche est (sub-)horizontale, éventuellement tournée vers le bas (Déversant horizontal). Le grimpeur se retrouve alors lui aussi à l'horizontale, ou en no foot s'il ne se tient que par les mains. Les toits sont souvent des passages physiquement éprouvants.
Topo (topo d'escalade, topographie spéléologique)Relevé topographique de la falaise, du canyon ou de la cavité (spéléo) permettant d'avoir de l'information sur les difficultés, la progression, les points de repères, etc. Y sont indiquées les cotations, ce qui permet au sportif de savoir si le parcours est de son niveau ou pas, les particularités, et/ou le temps nécessaire. La plupart des topos contiennent également des conseils, photos… Le genre du terme est masculin en escalade, mais parfois féminin en spéléo.
Toronnage de la cordeLorsque la corde passe dans un huit ou prend la forme d'un demi-cabestan pour l'assurage, elle s'entortille, fait des boucles. Cela abîme la corde et peut faire perdre du temps à cause des boucles qui s'emmêlent.
Traversée (traverse)
- Type d'escalade sans système d'assurage, en progression horizontale juste au-dessus du sol, comme dans la pratique de l'escalade de bloc, mais comprenant un nombre de mouvements plus importants (généralement plus de vingt-cinq mouvements).
- Section d'une voie nécessitant une progression horizontale sur une paroi.

TubeAussi appelé panier, ce type de frein d'assurage est très facile à utiliser et ne toronne pas la corde comme un huit.

## V
VacherSynonyme générique de fixer, attacher. Une vache est utilisée pour s’accrocher au relais (la personne est « vachée » lorsqu'elle a clippé le mousqueton de sa vache dans le relais).
VarianteContournement d'une partie du tracé originel d'une voie pour éviter une difficulté ou au contraire la rechercher.
VirePetite plateforme rocheuse sur laquelle on peut se tenir debout.
VoieCheminement à suivre sur une paroi. Chaque voie a une cotation et un nom. Certaines voies comportent plusieurs longueurs (voir relais). Chaque longueur comporte plusieurs spits distant d'un ou deux mètres, voire beaucoup plus sur les parois naturelles.
VolChute (assurée) du grimpeur de tête. Se dit aussi « plomb », « fly », « cagette », « boîte »…

## Y
YoyoErreur d'accrochage de la corde dans les dégaines. Arrive lorsque le grimpeur clippe une dégaine supérieure en attrapant la corde avant la dégaine précédente. Le résultat est que la corde forme un « N » entre les deux points.
YoyoterTravailler une voie en repartant depuis son point de départ après chaque chute, sans chercher à reconnaître les sections se trouvant au-dessus du point atteint avant de la tenter à nouveau.

## Z
ZipperGlisser du pied.